# Air Bud: Golden Receiver
Air Bud: Golden Receiver (BR: Bud 2 - O Atleta de Ouro) é um filme de comédia americano-canadense de 1998. É o segundo filme da série "Air Bud". Foi filmado em Vancouver, British Columbia, Canadá. Esse é o último filme da série "Air Bud" lançado nos cinemas. O filme foi dedicado em memória do Air Bud original (Air Buddy), que morreu de sarcoma sinovial alguns meses antes do lançamento do filme.
Ao contrário de seu antecessor, "Air Bud: Golden Receiver" foi um fracasso de bilheteria, recebendo críticas negativas e arrecadando 10.224.116 de dólares, contra um orçamento de 11 milhões.

## Sinopse
Josh entra para o time de futebol americano da escola, e tem problemas em aceitar o novo namorado da mãe, o veterinário Patrick Sullivan. Um dia Sullivan joga uma bola de futebol americano para o Buddy, e Josh descobre que Buddy também tem uma habilidade incomum para jogar futebol americano. Logo, Buddy começa a jogar no time de juniores de Josh, uma equipe que está falhando miseravelmente, mas graças às habilidades de Buddy, o time tem uma chance de chegar ao campeonato.

## Elenco
- Kevin Zegers como Josh Framm
- Gregory Harrison como Dr. Patrick Sullivan
- Robert Costanzo como Treinador Fanelli
- Tim Conway como Fred Davis
- Dick Martin como Phil
- Cynthia Stevenson como Jackie Framm (Mãe do Josh)
- Nora Dunn como Natalya
- Perry Anzilotti como Popov
- Shayn Solberg como Tom Stewart
- Suzanne Ristic como Diretor Salter
- Alyson MacLaren como Andrea Framm

## Lançamento
O filme chegou aos cinemas americanos dia 14 de agosto de 1998, dessa com distribuição da Dimension Films. Foi lançado pela Walt Disney Home Video em VHS em 18 de dezembro de 1998, e em 2000 em DVD. A Disney lançou uma edição especial, intitulada "Air Bud: Golden Receiver Special Edition" em 2 de fevereiro de 2010.